# یلنوفسکویه
یلنوفسکویه (به لاتین: Yelenovskoye) یک منطقهٔ مسکونی در روسیه است که در شهرستان کراسنوگواردیسکی، آدیغیه واقع شده‌است.